# Millennium Estoril Open 2016
Il Millennium Estoril Open 2016 è stata la 27ª edizione del torneo precedentemente noto come Portugal Open, facente parte dell'ATP Tour 250 nell'ambito dell'ATP World Tour 2016. L'evento si è giocato sulla terra rossa del Clube de Ténis do Estoril a Cascais, in Portogallo, dal 25 al 30 aprile 2016.

## Partecipanti

### Teste di serie
| Nazione    | Giocatore              | Ranking* | Testa di serie |
| ---------- | ---------------------- | -------- | -------------- |
| Francia    | Gilles Simon           | 18       | 1              |
| Australia  | Nick Kyrgios           | 20       | 2              |
| Francia    | Benoît Paire           | 22       | 3              |
| Portogallo | João Sousa             | 34       | 4              |
| Spagna     | Guillermo García López | 37       | 5              |
| Croazia    | Borna Ćorić            | 41       | 6              |
| Argentina  | Leonardo Mayer         | 45       | 7              |
| Spagna     | Pablo Carreño Busta    | 49       | 8              |

* Ranking al 18 aprile 2016.

### Altri partecipanti
I seguenti giocatori hanno ricevuto una wild card per il tabellone principale:
- Frederico Ferreira Silva
- Pedro Sousa
- Fernando Verdasco

I seguenti giocatori sono passati dalle qualificazioni:

- Andrea Arnaboldi
- Steven Diez
- Stéphane Robert
- Elias Ymer

## Campioni

### Singolare
Nicolás Almagro ha sconfitto in finale  Pablo Carreño Busta con il punteggio di 6(6)–7, 7–6(5), 6-3.
- È il tredicesimo titolo in carriera per Almagro, primo della stagione.

### Doppio
Eric Butorac /  Scott Lipsky hanno sconfitto in finale  Łukasz Kubot /  Marcin Matkowski con il punteggio di 6-4, 3-6, [10-8].